# Tortula eucalyptrata
Tortula eucalyptrata är en bladmossart som beskrevs av Lindberg 1886. Tortula eucalyptrata ingår i släktet tussmossor, och familjen Pottiaceae. Inga underarter finns listade i Catalogue of Life.